# Kotputli
Kotputli é uma cidade e um município no distrito de Jaipur, no estado indiano de Rajastão.

## Demografia
Segundo o censo de 2001, Kotputli tinha uma população de 40,157 habitantes. Os indivíduos do sexo masculino constituem 53% da população e os do sexo feminino 47%. Kotputli tem uma taxa de literacia de 67%, superior à média nacional de 59.5%: a literacia no sexo masculino é de 77% e no sexo feminino é de 56%. Em Kotputli, 16% da população está abaixo dos 6 anos de idade.